# Stagolee
«Stagolee», también conocida como "Stagger Lee" y otras variaciones del nombre, es un tema popular de folk norteamericano que narra la historia del asesinato de Billy Lyons por "Stag" Lee Shelton en San Luis (Misuri) en las navidades de 1895. La canción se publicó por primera vez en 1911, y fue grabada en 1923 por los Fred Waring's Pennsylvanians.  Una versión grabada por Lloyd Price alcanzó el #1 en la lista Billboard Hot 100, en 1959.

## Historia
El "Stagolee" histórico se llamaba Lee Shelton, un afroamericano que vivía en San Luis a finales del siglo XIX. Se le apodaba "Stag Lee", "Stagolee" o "Stack Lee". Había tomado el apodo, según John y Alan Lomax, de un "riverboat" que gestionaba su familia en Memphis, llamado precisamente The Stack Lee, conocido por ser un centro de prostitución flotante.   Formaba parte de un grupo conocido como los "Macks", petimetres que llamaban la atención por su vestimenta y aspecto cuidado. Además era un miembro activo de un club político conocido como "Four Hundred Club", de dudosa reputación.
La Nochebuena de 1895, Shelton y William "Billy" Lyons estuvieron bebiendo en el Bill Curtis Saloon. Lyons era también miembro del submundo de San Luis y rival político de Shelton. Ambos hombres discutieron y Lyons le quitó a Shelton su sombrero Stetson. Shelton le disparó, recuperó su sombrero y se fue. Lyons murió a consecuencia de las heridas y Shelton fue detenido, acusado y condenado por su muerte, en 1897. Aunque fue perdonado en 1909, regresó a prisión en 1911 por asalto y robo, muriendo en prisión en 1912.
El crimen pasó al folclore como canción, titulada con el apodo de Shelton, como "Stag Lee" o "Stack Lee". Pronto el nombre se corrompió y  aparecieron versiones con los nombres "Stack-a-Lee", "Stacker Lee", "Stagolee" o "Stagger Lee", siendo estos dos últimos los más comunes. Otras variantes utilizadas en diversas grabaciones han sido "Stackerlee", "Stack O'Lee", "Stackolee", "Stackalee", "Stagerlee", y "Stagalee".

## Primeras versiones
Una canción llamada "Stack-a-Lee" aparece mencionada en fecha tan temprana como 1897, en el Kansas City Leavenworth Herald, interpretada por el "Prof. Charlie Lee, the piano thumper." Las primeras versiones se interpretaban como hollers y work songs, y llegó a ser bastante popular en el bajo  Misisipí hacia 1910. Ese año, el musicólogo John Lomax obtuvo una transcripción parcial de la canción y en 1911 se publicaron dos versiones en el Journal of American Folklore transcritas por el musicólogo y antropólogo Howard W. Odum.
La canción fue grabada por primera vez por los Waring's Pennsylvanians en 1923, y obtuvo un gran éxito.  Ese mismo año se publicó otra versión, grabada por Frank Westphal & His Regal Novelty Orchestra, y Herb Wiedoeft y su banda la editaron también en 1924.  Ese mismo año de 1924, se grabó la primera versión cantada por Lovie Austin, denominada "Skeeg-a-Lee Blues". Ma Rainey la grabó al año siguiente, con Louis Armstrong, y una versión muy notable interpretada por Frank Hutchison se publicó en 1927.
La versión del bluesman Mississippi John Hurt, grabada en 1928, fue considerada la definitiva.  En esta versión, como en casi todas sus interpretaciones, introducía gran número de anacronismos en la letra. Varias versiones atribuían a Billy Lyons el apellido "De Lyons" o "Deslile".  Otras versiones importantes en la pre-guerra mundial fueron las de Duke Ellington (1927), Cab Calloway (1931), y Woody Guthrie (1941).

## Versiones posteriores a 1945
En 1950, una versión del pianista de Nueva Orleans Archibald, alcanzó el #10 en la lista de R&B de la revista Billboard. Lloyd Price grabó la canción en 1958, y alcanzó la cima de las listas de  R&B y pop a comienzos de 1959. Su versión está situada en el puesto #456 de la lista de la revista Rolling Stone 500 Greatest Songs of All Time, y logró situarse en el puesto #7 de las listas inglesas.
La canción fue versionada después por Pat Boone, Ike and Tina Turner, James Brown, Pacific Gas & Electric y Wilson Pickett (cuya versión alcanzó el puesto #22 en las lista de pop de Estados Unidos). La publicada por Tommy Roe en 1971 llegó al puesto #25 de Billboard Hot 100 y al #17 en las listas de Canadá.  También hicieron versiones Grateful Dead, y The Clash, en su álbum London Calling, denominada "Wrong 'Em Boyo", con el grupo jamaicano de rocksteady The Rulers, en la que Stagger Lee es explícitamente el héroe y Billy el villano. Una versión de The Fabulous Thunderbirds puede oírse en la banda sonora de Porky's Revenge (1985). La banda de Johnny Otis, Snatch and the Poontangs, grabó una versión en la que los hechos ocurrieron por motivos sexuales.
Ya en el siglo XXI, se han publicado nuevas versiones de The Black Keys (2004), Chris Whitley y Jeff Lang (2005), Keb' Mo' (2007), Modern Life Is War (2007) y Josh Ritter.